# Чернолесское городище
Чернолесское городище — укреплённое поселение 10 — 9 века до н. э. в урочище Чёрный лес в верховьях реки Ингулец (приток Днепра) в Кропивницком районе Кировоградской области.
Памятник, давший название чернолесской культуре, открыл и частично исследовал Алексей Тереножкин в 1949 году. Городище расположено на плато между глубокими оврагами. Отличается от других чернолесских укреплённых поселений огромными размерами и сложным планом: помимо центрального круглого укрепления имеет 3 линии валов и рвов; расстояние от круглого укрепления к внешнему валу — 1,5 км. Городище было заселено лишь частично: поселение располагалось в просторном втором укреплении, треть площади которого было занято зольниками. На городище найдены следы пожаров, что, вероятно, связано с набегами киммерийцев.

## История исследования
Летом 1949 года под руководством А. И. Тереножкина была организована Правобережная скифская экспедиция Института археологии АН УССР, которая обследовала северную часть Кировоградской области, в частности, верховья рек Ингул, Аджамка, Ингулец и Тясмин. Кроме исследований, экспедиция осуществила раскопки на городище и курганном могильнике в Чёрном лесу недалеко от Знаменки.
В 1950 году Тереножкин осуществил разведку по р. Тясмин между Новогеоргиевском и Смелой. Обследованы были местности от с. Бужин на Днепре до Новогеоргиевска и далее по р. Тясмин в с. Чубовка. Между Бужином и Новогеоргиевском удалось обнаружить лишь два поселения эпохи бронзового века: у сёл Тарасовка и Чаплищи. Вблизи с. Тясминка ученый обследовал городище чернолесской культуры, которое должно оборонительные сооружения — вал и ров. На расстоянии 150 м от укрепления обнаружено россыпь обломков глиняной посуды чернолесского типа. Вероятно, здесь размещалось ещё одно поселение.
В связи с планами построения Кременчугской ГЭС, в результате чего быть затоплены значительные территории долины Днепра, богатые археологическими древностями, встала задача обследовать большое количество таких памятников. С этой целью Институтом археологии АН УССР в 1956 году была организована комплексная экспедиция, которая провела исследовательские работы на участке правого берега Днепра между Чигирином и Новогеоргиевском. Возглавил экспедицию Тереножкин. Работы проводились несколькими отрядами и группами. В результате раскопаны:
- Энеолитические поселения у села Новоселица,
- Славянское поселение вблизи Стецовки,
- Чернолесское городище в окрестностях Калантаева[укр.];

Начаты раскопки:
- Чернолесского поселения у села Адамовка[укр.],
- Чернолесского городища близ села Тясминка,
- Чернолесского городища на Московской горе у Новогеоргиевска.

Исследованы:
- Небольшой курган с катакомбными и скифскими захоронениями в окрестности села Адамовка,
- 6 курганов с захоронениями эпохи бронзы у села Тясминка и Новогеоргиевска.

Также проведено разведывательные раскопки:
- Славянских поселений вблизи села Пеньковка в урочищах Молочарня, Луг и Макаров Остров[4].